# Meersburg
Meersburg är en stad i Baden-Württemberg, Tyskland. Staden är belägen vid Bodensjön och är känd för sin medeltida stadskärna. Burg Meersburg, vars centraltorn härstammar från 600-talet och byggdes på initiativ av merovingkungen Dagobert I, är ett populärt turistmål. Det närbelägna Neues Schloss var säte för furstbiskopen i biskopsdömet Konstanz från uppförandet 1750 till 1803.
Staden ingår i kommunalförbundet Meersburg tillsammans med kommunerna Daisendorf, Hagnau am Bodensee, Stetten och Uhldingen-Mühlhofen.